# Marius Pontmercy
Marius Pontmercy è un personaggio immaginario del libro Les Miserables di Victor Hugo. Egli è un giovane studente innamorato di Cosette. Quando crede che Cosette lo abbia abbandonato, prende parte alla ribellione di giugno del 1832. Jean Valjean gli salva la vita, ed alla fine riesce a sposare Cosette.

## Biografia del personaggio

Marius, interpretato da Eddie Redmayne, nel film Les Misérables

### Marius e suo padre
Marius è cresciuto con il nonno materno, Monsieur Gillenormand, un uomo ricco e sostenitore della monarchia.
Per tutta la sua vita gli è stato detto che suo padre Georges Pontmercy, un colonnello di Bonaparte, lo ha abbandonato. Marius scriveva al padre ogni mese, ma il nonno intercettava le sue risposte. All'età di 18 anni Marius scopre che suo padre è malato, e così decide di andarlo a vedere. Quando arriva suo padre è già morto, ma gli ha lasciato un messaggio, chiedendogli di aiutare Thénardier in ogni modo, poiché il Colonnello era convinto che questi gli avesse salvato la vita nella battaglia di Waterloo. Mabeuf, il guardiano della chiesa, gli racconta che suo padre lo andava a vedere a messa, nascondendosi dietro un pilastro per non farsi vedere, per non violare un accordo preso con Monsieur Gillenormand. Infatti se il padre avesse incontrato il figlio, questi sarebbe stato diseredato dal nonno. Marius comincia ad interessarsi della carriera militare del padre, e scopre che questi era stato nominato barone e colonnello da Napoleone stesso (anche se sotto l'attuale regime questi titoli non gli furono riconosciuti). Il ragazzo discute con il nonno e abbandona la sua casa rifiutando qualsiasi aiuto economico. Monsieur Gillenormand, tramite la zia di Marius, consegna al ragazzo ogni mese una somma di denaro che questi però rimanda indietro alla zia. Ma la donna non rivela al nonno che ogni mese la somma le viene restituita.

### Gli amici dell'ABC
Marius, tramite lo studente Courfeyrac entra in un gruppo politico chiamato gli amici dell'ABC, impegnato nella rivoluzione repubblicana. Marius entra subito in disaccordo con Enjolras, un anti-Bonapartista repubblicano e decide di abbandonare il gruppo. Tuttavia rimane in buoni rapporti con loro.
Marius diventa man mano più povero, ma nonostante tutte le sue difficoltà, riesce a completare gli studi e a diventare avvocato. Su consiglio di Courfeyrac, impara il tedesco e l'inglese, al fine di lavorare per un editore e tradurre i manoscritti in francese.

### Valjean e Cosette
Marius va regolarmente a passeggiare nei Giardini del Lussemburgo, dove si vede spesso Cosette e Jean Valjean. Egli si innamora della fanciulla e un giorno li segue fino a casa chiedendo di loro al portiere. Quando Valjean ne viene a conoscenza, temendo che Marius sia una spia che lavora per l'ispettore di polizia Javert, decide di cambiare domicilio.

### I Thénardier

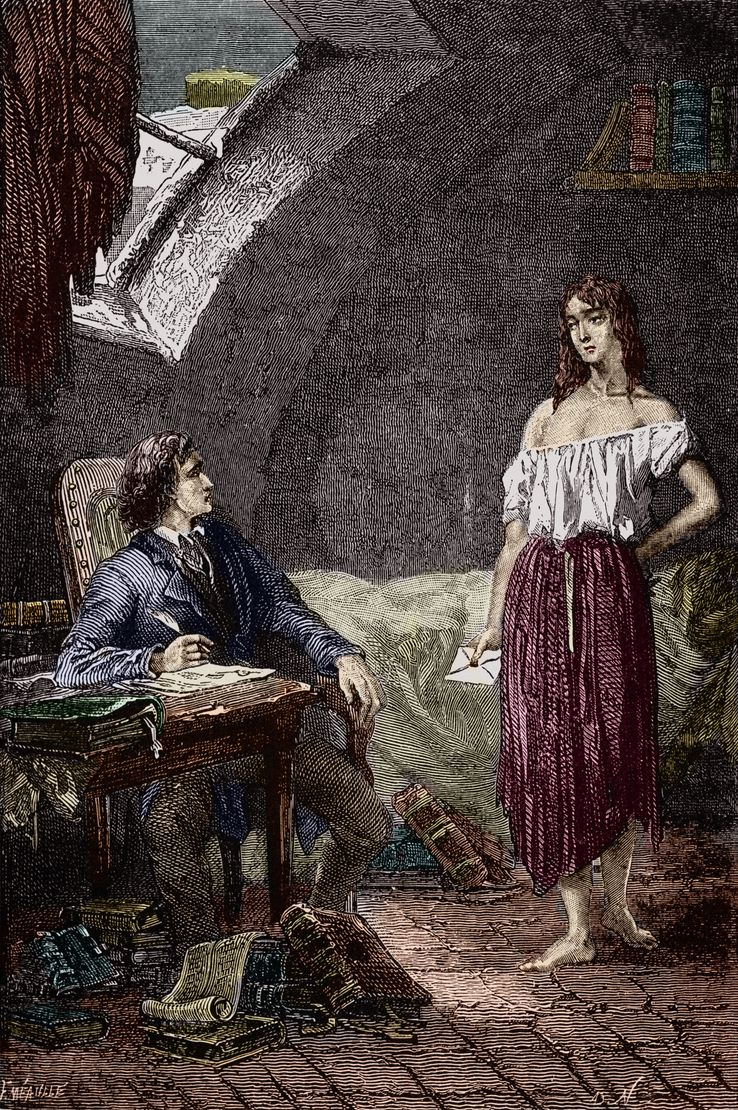
Marius ed Éponine

I vicini di casa di Marius sono i Thénardier, che ora hanno assunto il nome di Jondrettes. Un giorno Marius incontra le sue vicine di casa Eponine e Azelma che scappano dalla polizia, e raccoglie una busta che è caduta loro. Nella busta ci sono quattro lettere. Le esamina e capisce che sono delle richieste di aiuto fraudolente, ognuna contenente una storia diversa e una firma diversa. Il giorno seguente Éponine va da Marius, gli consegna una lettera e gli chiede dei soldi. Marius restituisce le lettere che aveva trovato e dà dei soldi alla fanciulla.
Un giorno, sbirciando da una fessura di un muro, Marius vede Valjean e Cosette a casa degii Jondrette. Marius chiede a Eponine di trovare Valjean e l'indirizzo di Cosette. Nel frattempo scopre che Jondrette ha intenzione di derubare ed uccidere Valjean. Si reca quindi da Javert, che gli consegna due pistole da usare durante la rapina. Quando Valjean torna a casa di Jondrette, Jondrette e Patron- Minette lo aggrediscono e lo legano. Jondrette rivela che il suo nome è in realtà Thénardier, un fatto che sconvolge Marius. Egli non vuole che Valjean muoia, ma non vuole neanche tradire l'uomo che ha " salvato" il padre a Waterloo. Marius cerca di far fuggire Thénardier, e Patron-Minette ma Javert interviene e li arresta mentre Valjean fugge dalla finestra. 
Marius grazie a Eponine riesce ad ottenere l'indirizzo di Cosette e ad incontrarla. I due giovani si innamorano e cominciano a vedersi di nascosto. Valjean però annuncia a Cosette la loro partenza per l'Inghilterra. Marius tenta di riconciliarsi con il nonno per ottenere il permesso di sposare Cosette, ma questi gli consiglia di prenderla come amante. Il giovane insulta il nonno e si reca a casa di Cosette, che però ormani è partita.
Determinato a morire raggiunge gli amici dell'ABC alla barricata in rue de la Chanvrerie.

### La barricata
Eponine, travestita da ragazzo, salva la vita a Marius. In punto di morte confessa il suo amore al giovane e gli consegna una lettera di Cosette. Il giovane scrive a Cosette che sarebbe morto per lei e la consegna a Gavroche, che però la consegna a sua volta a Valjean. Valjean, travestito da volontario, giunge alla barricata in cerca di Marius. Quando gli assegnano il compito di uccidere Javert, Marius presuppone che Valjean lo abbia fatto, e si convince che l'uomo è un assassino. Marius resta ferito, e quando la barricata cede, Valjean lo porta in salvo attraverso le fogne, dove incontra prima Thénardier che, pensando che Marius sia morto, vuole essere pagato (e nel frattempo strappa un pezzo di stoffa dalla giacca di Marius) per farli passare, poi Javert che inseguiva Thénardier. Valjean si fa aiutare da Javert e portano Marius a casa del nonno. 

### Il matrimonio

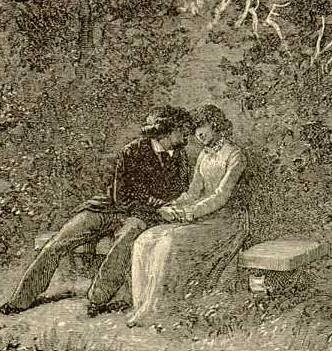
Marius e Cosette

Marius si riconcilia con il nonno ed ottiene il permesso di sposare Cosette. Dopo il matrimonio Valjean confessa a Marius il suo passato ed il giovane, inorridito, decide che è meglio che l'uomo si allontani da Cosette. 
Thénardier, travestito, si introduce in casa di Gillenormand con l'intenzione di ricattare Valjean. Si imbatte però in Marius che riconosciutolo, lo interroga. Involontariamente però gli dice che Valjean non ha ucciso Javert e che ha guadagnato i suoi soldi onestamente. Però cerca di convincerlo che è un assassino e gli consegna come prova il pezzo della stoffa che aveva sottratto nelle fogne. Marius riconosce la stoffa e capisce che Valjean gli ha salvato la vita e che è una brava persona.
Marius e Cosette si recano da Valjean per scusarsi pochi minuti prima della sua morte.

## Interpreti del personaggio (cinema, radio, televisione)
| Anno | Marius                    | Cinema / Teatro / Radio / Televisione |
| ---- | ------------------------- | --- |
| 1909 | Marc McDermott            | I miserabili (Les Misérables), film muto (USA) in 4 parti, regia di J. Stuart Blackton e Van Dyke Brooke                                                                                               |
| 1913 | Gabriel de Gravone        | I miserabili (Les Misérables), film muto (Francia) in 4 parti, regia di Albert Capellani |
| 1917 | Harry Spingler            | I miserabili (Les Misérables), film muto (USA), regia di Frank Lloyd |
| 1925 | François Rozet            | I miserabili (Les Misérables), film muto (Francia), regia di Henri Fescourt |
| 1934 | Jean Servais              | I miserabili (Les misérables), film (Francia), regia di Raymond Bernard |
| 1935 | John Beal                 | Il sergente di ferro (Les Miserables), film (USA), regia di Richard Boleslawski |
| 1937 | William Johnstone (voce)  | Les Misérables, radio-programma (USA) in 7 episodi, diretto da Orson Welles |
| 1939 | Patrick Waddington (voce) | Les Misérables, radio-programma (Regno Unito) in 12 episodi, diretto da Patrick Riddell |
| 1943 | David Silva               | Los miserables, film (Mexico), regia di Fernando A. Rivero |
| 1948 | Aldo Nicodemi             | I miserabili, film (Italia), regia di Riccardo Freda |
| 1952 | Cameron Mitchell          | I miserabili (Les miserables), film (USA), regia di Lewis Milestone |
| 1958 | Giani Esposito            | I miserabili (Les misérables), film (Francia), regia di Jean-Paul Le Chanois |
| 1958 | ??                        | Os Miseráveis, miniserie TV (Brazil), regia di Dionísio Azevedo |
| 1961 | Bernard Verley            | I miserabili (Les misérables), miniserie TV (Francia) in tre episodi, regia di Alain Boudet |
| 1964 | Roberto Bisacco           | I miserabili, sceneggiato televisivo (Italia) in 10 episodi, regia di Sandro Bolchi |
| 1967 | ??                        | Os Miseráveis, miniserie TV (Brazil) |
| 1967 | Vivian MacKerrell         | I miserabili (Les misérables), miniserie TV (Regno Unito) in 10 episodi, regia di Alan Bridges |
| 1971 | ??                        | Los miserables, serie TV (Spagna) in 19 episodi, regia di José Antonio Páramo |
| 1972 | François Marthouret       | I miserabili (Les misérables), miniserie TV (Francia), regia di Marcel Bluwal |
| 1973 | Luis Torner               | Los miserables, miniserie TV (Mexico), regia di Antulio Jiménez Pons |
| 1976 | ?? (voce)                 | Les Misérables, radio-programma (Regno Unito) in 16 episodi. |
| 1978 | Christopher Guard         | I miserabili (Les miserables), film TV (Regno Unito), regia di Glenn Jordan |
| 1980 | Gilles Bulhmann           | Les Misérables, musical di Claude-Michel Schönberg. Produzione originaria francese. |
| 1982 | Franck Cabot-David        | I miserabili (Les misérables), miniserie TV (Francia), regia di Robert Hossein |
| 1985 | Michael Ball              | Les Misérables, musical di Claude-Michel Schönberg. Produzione originaria londinese (West End). |
| 1987 | Hans-Joachim Frank        | Gavroche, film TV (Germania Est), regia di Dieter Bellmann |
| 1987 | David Bryant              | Les Misérables, musical di Claude-Michel Schönberg. Produzione originaria americana (Broadway). |
| 1995 | Michael Ball              | Les Misérables in Concert, film TV (Regno Unito), regia di Paul Kafno e Gavin Taylor. Rappresentazione del musical di Claude-Michel Schönberg in forma di concerto in celebrazione del X anniversario. |
| 1995 | Michaël Cohen             | I miserabili (Les Misérables), film (France), regia di Claude Lelouche |
| 1998 | Hans Matheson             | I miserabili (Les misérables), film (Regno Unito), regia di Bille August |
| 2000 | Enrico Lo Verso           | I miserabili, miniserie TV (Francia) in 4 episodi, regia di Josée Dayan |
| 2001 | Jonathan Forbes (voce)    | Les Misérables, radio-programma (Regno Unito) in 25 episodi, di Sebastian Baczkiewicz e Lin Coghlan |
| 2006 | Adam Jacobs               | Les Misérables, musical di Claude-Michel Schönberg. Primo revival americano (Broadhurst Theatre, Broadway, New York, USA).                                                                             |
| 2007 | Anri Katsu (voce)         | I miserabili (Re mizeraburu: shoujo kozetto), serie TV di animazione (Giappone). |
| 2010 | Nick Jonas                | Les Misérables in Concert, film TV (Regno Unito), regia di Nick Morris. Rappresentazione del musical di Claude-Michel Schönberg in forma di concerto in celebrazione del XXV anniversario.             |
| 2012 | Eddie Redmayne            | Les Misérables, film (USA), regia di Tom Hooper. Adattamento cinematografico del musical di Claude-Michel Schönberg.                                                                                   |
| 2014 | Andy Mientus              | Les Misérables, musical di Claude-Michel Schönberg. Secondo revival americano (Imperial Theatre, Broadway, New York, USA).                                                                             |
| 2018 | Josh O'Connor             | I miserabili, miniserie TV (Regno Unito), regia di Tom Shankland |
| 2019 | Rob Houchen               | Les Misérables: The Staged Concert, film, regia di Nick Morris. Rappresentazione del musical di Claude-Michel Schönberg in forma di concerto                                                           |

### Altri interpreti del musical
- Richard Dewitte, 1980 Original French Concept Album
- Michael Ball, 1985 London Musical, 1995 Concert
- David Bryant, 1987 Broadway Musical
- David Malek, 1989 Original Canadian Cast
- Jérôme Pradon, 1991 Paris Revival
- Carlos Marin, 1992 Original Madrid Cast
- Ricky Martin, 1996 Broadway
- Gary Watson, 2007-2008 London Production
- Carl Poliquin, 2008 Quebec City Production
- John Lloyd Young, 2008 Hollywood Bowl Concert
- Jon Robyns, 2008-2009 London Production
- Jesper Tydén 2010 Graz Production
- Alistair Brammer, Londra 2010
- Nick Jonas, 2010 produzione londinese, 25th Anniversary Concert
- Marcin Mroziński, 2010 Original Polish Cast - Roma Musical Theatre, Varsavia (Polonia)
- Justin Scott Brown, 2011 US tour production
- Craig Mather, Londra 2012
- Fra Fee, Londra 2012
- Andy Mientus, Broadway 2014
- Chris McCarrell, Broadway 2015
- Rob Houchen, Londra 2013-16